# 大光
株式会社大光（おおみつ、英: OOMITSU CO., LTD. ）は、岐阜県大垣市に本社を置く食品卸売業者である。

## 概要
1948年（昭和23年）創業の総合食品卸売業者。食品の卸売の他に業務用食品スーパーのアミカを愛知・岐阜・三重・静岡・長野・滋賀・福井・東京に48店舗展開している（2022年4月現在）。
2010年（平成22年）にジャスダックへ株式を上場、2013年（平成25年）に東京証券取引所第二部に市場変更、2017年（平成29年）5月22日に東京証券取引所第一部に指定替えとなる。

## 沿革
- 1948年（昭和23年）6月 - 大光商店として創業[広報 3]。
- 1950年（昭和25年）12月27日 - 株式会社大光商店を設立[広報 1]。
- 1968年（昭和43年）2月 - 株式会社大光に商号変更[広報 3]。
- 1992年（平成4年）12月 - 業務用スーパーのアミカ1号店（岐阜店）を開店[広報 3]。
- 2010年（平成22年）3月9日 - ジャスダック証券取引所に株式を上場[広報 3][広報 1]。
- 2011年（平成23年）4月 - 株式会社マリンデリカを子会社化[広報 3]。
- 2013年（平成25年）7月26日 - 東京証券取引所第二部に市場変更[広報 3][広報 1]。
- 2017年（平成29年）5月22日 - 東京証券取引所第一部に指定替え[2]。

## 会社の現況（2021年5月31日現在）

### 株式の状況
- 発行可能普通株式総数 - 30,720,000株
- 発行済株式総数 - 13,450,800株(自己株200,012を含む)
- 株主数 - 17,970
- 大株主（上位10名）

| 2,098,800 |

| 15.83 |

| 1,168,000 |

| 8.81 |

| 898,200 |

| 6.77 |

| 720,000 |

| 5.43 |

| 640,000 |

| 4.82 |

| 272,000 |

| 2.05 |

| 240,000 |

| 1.81 |

| 216,000 |

| 1.63 |

| 209,300 |

| 1.57 |

| 160,000 |

| 1.20 |

- - 自己株式（200,012千株）は上記大株主から除外。
  - 持株比率は自己株式数を控除。

### 重要な親会社及び子会社等の状況
- 親会社の状況 - 該当なし
- 子会社等の状況

| 株主名               | 業務内容     | 資本金（百万円） | 議決権比率(%) |
| -------------------- | ------------ | ---------------- | ------------- |
| 株式会社マリンデリカ | 水産品の卸売 | 40               | 100.00        |

- 企業集団の主要な借入先の状況

| 借入先               | 借入残高(百万円) |
| -------------------- | ---------------- |
| 株式会社大垣共立銀行 | 2,792            |
| 大垣西濃信用金庫     | 457              |
| 株式会社京都銀行     | 293              |

- 企業集団の従業員の状況

| 事業セグメントの名称 | 従業員数 | 前年度末比増減(名) |
| -------------------- | -------- | ------------------ |
| 外商事業             | 285(36)  | △3(1)              |
| アミカ事業           | 238(430) | 12(28)             |
| 水産品事業           | 10(-)    | 2(-)               |
| 全社(共通)           | 36(1)    | -(△1)              |

- - パート・アルバイトは（）内に年間平均雇用人員を概数で記載。
  - 全社（共通）として記載の従業員数は管理部門所属人員。

- 会社単独の従業員状況

| 従業員数 | 前年度末比増減(名) | 平均年齢 | 平均勤続年数 |
| -------- | ------------------ | -------- | ------------ |
| 559(467) | 9(28)              | 40.4     | 11.2         |

- - パート・アルバイトは（）内に年間平均雇用人員を外数で記載。

## 事業所
- 本社・本店（岐阜県大垣市）[広報 4]
- 羽島物流センター（岐阜県羽島市）[広報 4]

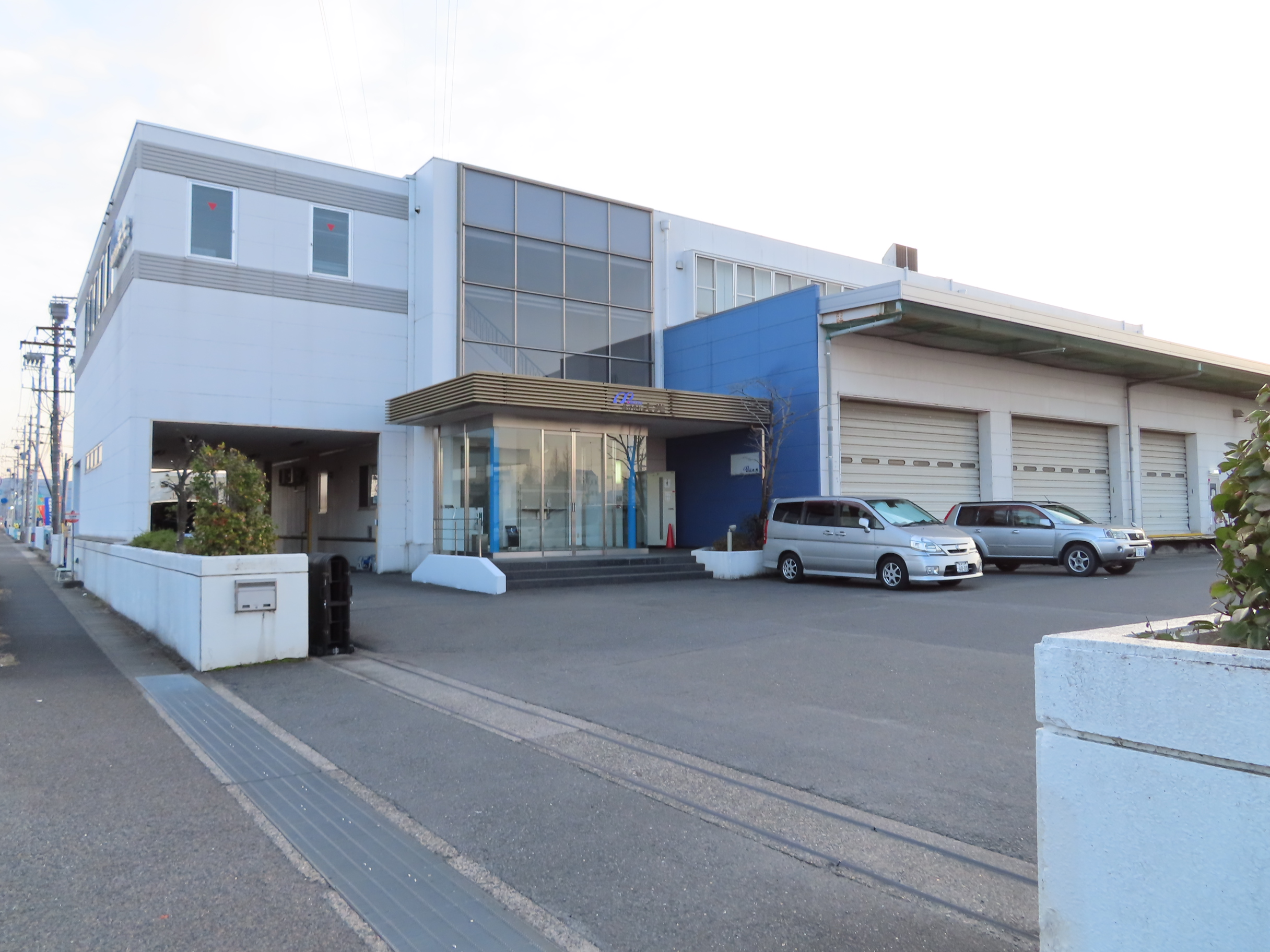
本社（岐阜県大垣市）

- 輪之内物流センター（岐阜県安八郡輪之内町）[広報 4]

#### 広報資料・プレスリリースなど一次資料
1. 1 2 3 4 5 6 7 8 9  “よくあるご質問”.   株式会社大光. 2017年1月16日閲覧。
2. ↑  “グルメプラザアミカ”.   株式会社大光. 2017年1月16日閲覧。
3. 1 2 3 4 5 6  “有価証券報告書－第66期(平成27年6月1日－平成28年5月31日)”.  EDINET. 2017年1月16日閲覧。
4. 1 2 3  “本支店”.   株式会社大光. 2017年1月16日閲覧。